# Futbol'nyj Klub Volgar' Astrachan' 2013-2014
Questa voce raccoglie le informazioni riguardanti il Futbol'nyj Klub Volgar' Astrachan' nelle competizioni ufficiali della stagione 2013-2014.

## Stagione
Dopo la retrocessione della precedente stagione il Volgar' trovò l'immediata risalita vincendo il Girone Sud di terza serie.

## Rosa
| N. |                   | Ruolo | Calciatore            |
| -- | ----------------- | ----- | --------------------- |
| 1  | Russia (bandiera) | P     | Vitaliy Chilyushkin   |
| 3  | Russia (bandiera) | D     | Aleksandr Žirov       |
| 4  | Russia (bandiera) | D     | Roman Loktionov       |
| 5  | Russia (bandiera) | D     | Dmitri Ivanov         |
| 7  | Russia (bandiera) | C     | Aleksandr Krendelev   |
| 8  | Russia (bandiera) | D     | David Mildzikhov      |
| 9  | Russia (bandiera) | A     | Sergey Verkashanskiy  |
| 10 | Russia (bandiera) | C     | Ruslan Gazzaev        |
| 11 | Russia (bandiera) | C     | Oleg Aleynik          |
| 13 | Russia (bandiera) | D     | Sergey Terekhov       |
| 14 | Russia (bandiera) | D     | Andrey Zenin          |
| 15 | Russia (bandiera) | C     | Aleksey Kolomiychenko |
| 17 | Russia (bandiera) | D     | Roman Tkachuk         |
| 18 | Russia (bandiera) | A     | Denis Kirilenko       |
| 19 | Russia (bandiera) | C     | Rustam Balov          |

| N. |                     | Ruolo | Calciatore         |
| -- | ------------------- | ----- | ------------------ |
| 20 | Russia (bandiera)   | A     | Dmitri Akhba       |
| 21 | Russia (bandiera)   | C     | Roman Eremeev      |
| 23 | Russia (bandiera)   | D     | Sergey Zuykov      |
| 24 | Russia (bandiera)   | A     | Roman Tuzovskiy    |
| 26 | Russia (bandiera)   | A     | Artur Gazdanov     |
| 28 | Russia (bandiera)   | C     | Andrey Perov       |
| 33 | Russia (bandiera)   | A     | Aleksandr Alkhazov |
| 34 | Russia (bandiera)   | A     | Pavel Safronov     |
| 44 | Russia (bandiera)   | D     | Aslan Doguzov      |
| 51 | Russia (bandiera)   | D     | Aslan Tautiev      |
| 61 | Russia (bandiera)   | P     | Innokentiy Kolesov |
| 80 | Russia (bandiera)   | D     | Evgeniy Shlyakov   |
| 88 | Moldavia (bandiera) | P     | Stefan Sicaci      |
| 99 | Russia (bandiera)   | C     | Mikhail Zhabkin    |

## Risultati

### Campionato
| Arbitro: | Maksim Vasilchenko |

|  |           |                                         |
|  | Marcatori | 29’ Aleksandr Alkhazov 39’ Dmitri Akhba |

| Arbitro: | Denis Mareev |

| |           |  |
| Dmitri Akhba 45’ Aleksey Kolomiychenko 53’ Aleksandr Žirov 57’ Dmitri Akhba 71’ Aleksandr Alkhazov 77’ Dmitri Akhba 89’ | Marcatori |  |

| Arbitro: | Sergey Smirnov |

|                    |           |                     |
| Evgeni Kornilov 1’ | Marcatori | 85’ Denis Kirilenko |

| Arbitro: | Dmitri Streltsov |

|                                           |           |                                                                                             |
| Andrey Kravchenko 67’ Denis Soshnikov 90’ | Marcatori | 11’ Aleksandr Alkhazov 16’ Roman Loktionov 26’ Aleksey Kolomiychenko 61’ Aleksandr Alkhazov |

| Arbitro: | Yunus Koshko |

|                                                                |           |  |
| Dmitri Akhba 21’ Roman Loktionov 63’ Aleksey Kolomiychenko 73’ | Marcatori |  |

| Arbitro: | Vasili Miroshnichenko |

|  |           |                                                                   |
|  | Marcatori | 10’ Dmitri Akhba 12’ Aleksey Kolomiychenko 37’ Aleksandr Alkhazov |

| Arbitro: | Sergey Baranov |

|                         |           |  |
| Dmitri Akhba 25’ (rig.) | Marcatori |  |

| Arbitro: | Vladimir Moskalev |

|  |           |                               |
|  | Marcatori | 39’ (rig.) Aleksandr Alkhazov |

| Arbitro: | Andrey Yudin |

|                                                           |           |                     |
| Pavel Safronov 7’ Aleksandr Alkhazov 31’ Dmitri Akhba 85’ | Marcatori | 45’ Georgiy Bugulov |

| Arbitro: | Yuri Sotnikov |

|  |           |                                                      |
|  | Marcatori | 90’ (rig.) Aleksandr Alkhazov 90'+1’ Sergey Terekhov |

| Arbitro: | Maksim Vasilchenko |

|                                               |           |                      |
| Aleksandr Alkhazov 54’ Aleksandr Alkhazov 62’ | Marcatori | 81’ Andrey Utitskikh |

| Arbitro: | Evgeni Khomchenko-Glukhovskiy |

|                                             |           |                                                                                      |
| Aleksandr Bolonin 52’ Aleksandr Bolonin 60’ | Marcatori | 5’ Dmitri Ivanov 38’ (aut.) Vardan Grigoryan 41’ Aleksandr Alkhazov 88’ Rustam Balov |

| Arbitro: | Dmitri Streltsov |

|                                  |           |  |
| Aleksandr Alkhazov 90'+1’ (rig.) | Marcatori |  |

| Rostov sul Don 24 settembre 2013, ore 16:00 14ª giornata | SKVO Rostov    | 0 – 0 referto | Volgar' Astrachan' | Stadio SKA SKVO (1.800 spett.)\| Arbitro: \| Sergey Baranov \| |
| Arbitro:                                                 | Sergey Baranov |               |                    |                                                                |

| Astrachan' 29 settembre 2013, ore 17:30 15ª giornata | Volgar' Astrachan' | 0 – 0 referto | MITOS Novočerkassk | Stadio Centrale (1.000 spett.)\| Arbitro: \| Yunus Koshko \| |
| Arbitro:                                             | Yunus Koshko       |               |                    |                                                              |

| Arbitro: | Maksim Shutov |

|  |           |                                                                |
|  | Marcatori | 9’ Aleksandr Alkhazov 63’ Aleksandr Krendelev 76’ Dmitri Akhba |

| Arbitro: | Vladimir Moskalev |

|                  |           |  |
| Andrey Perov 45’ | Marcatori |  |

| Arbitro: | Dmitri Nedvizhay |

|                         |           |                                            |
| Nikolay Komlichenko 33’ | Marcatori | 35’ Dmitri Akhba 90'+1’ Aleksandr Alkhazov |

| Arbitro: | Lasha Verulidze |

|                                                       |           |  |
| Dmitri Akhba 68’ Denis Kirilenko 74’ Dmitri Akhba 85’ | Marcatori |  |

| Arbitro: | Yuri Sotnikov |

|                                      |           |                                          |
| Artur Gazdanov 14’ Aslan Tautiev 63’ | Marcatori | 40’ Andrey Kravchenko 72’ Ivan Myasnikov |

| Arbitro: | Denis Mareev |

|  |           |                                                          |
|  | Marcatori | 72’ Aleksandr Žirov 82’ Dmitri Akhba 85’ Roman Loktionov |

| Astrachan' 7 novembre 2013, ore 17:30 22ª giornata | Volgar' Astrachan' | 0 – 0 referto | Olimpija Volgograd | Stadio Centrale (1.000 spett.)\| Arbitro: \| Maksim Vasilchenko \| |
| Arbitro:                                           | Maksim Vasilchenko |               |                    |                                                                    |

| Arbitro: | Vasili Miroshnichenko |

|                     |           |                                                                                       |
| Kantemir Batsev 76’ | Marcatori | 6’ Dmitri Akhba 21’ Denis Kirilenko 74’ (rig.) Aleksandr Alkhazov 86’ Sergey Terekhov |

| Arbitro: | Sergey Smirnov |

|                                                  |           |  |
| Aleksandr Alkhazov 6’ (rig.) Aleksandr Žirov 18’ | Marcatori |  |

| Arbitro: | Aleksandr Orel |

|  |           |                      |
|  | Marcatori | 29’ David Mildzikhov |

| Arbitro: | Vladimir Moskalev |

|                                                          |           |  |
| Aleksandr Alkhazov 48’ Dmitri Akhba 75’ Andrey Zenin 90’ | Marcatori |  |

| Arbitro: | Artem Chistyakov |

|  |           |                                 |
|  | Marcatori | 33’ (rig.) Sergey Verkashanskiy |

| Astrachan' 2 maggio 2014, ore 17:00 28ª giornata | Volgar' Astrachan' | 0 – 0 referto | Astrachan' | Stadio Centrale (2.500 spett.)\| Arbitro: \| Maksim Shutov \| |
| Arbitro:                                         | Maksim Shutov      |               |            |                                                               |

| Arbitro: | Lasha Verulidze |

|  |           |                                   |
|  | Marcatori | 16’ Dmitri Akhba 77’ Oleg Aleynik |

| Arbitro: | Maksim Vasilchenko |

|                          |           |  |
| Sergey Verkashanskiy 70’ | Marcatori |  |

| Arbitro: | Sergey Smirnov |

|                     |           |                                                       |
| Vasiliy Mironik 70’ | Marcatori | 10’ Rustam Balov 20’ Sergey Terekhov 77’ Dmitri Akhba |

| Arbitro: | Dmitri Nedvizhay |

| |           |                     |
| Denis Kirilenko 10’ Dmitri Akhba 16’ Dmitri Akhba 22’ Aleksandr Alkhazov 25’ (rig.) Aleksandr Alkhazov 64’ | Marcatori | 71’ Kantemir Batsev |

| Arbitro: | Vladimir Moskalev |

|                   |           |                                              |
| Tofik Kadimov 54’ | Marcatori | 24’ Denis Kirilenko 72’ Sergey Verkashanskiy |

| Arbitro: | Oleg Sokolov |

|                                            |           |                         |
| Sergey Terekhov 32’ Aleksandr Alkhazov 89’ | Marcatori | 14’ Aslan Tokhosashvili |

### Coppa di Russia
| Arbitro: | Aleksandr Gurenko |

|                                                  |           |  |
| Aleksey Kolomiychenko 54’ Aleksandr Alkhazov 89’ | Marcatori |  |

| Arbitro: | Yuri Sotnikov |

|                                                                                   |           |  |
| Roman Smolskiy 24’ Roman Tkachuk 71’ (aut.) Dmitri Agaptsev 76’ Aleksey Moroz 84’ | Marcatori |  |